# Callona championi
Callona championi là một loài bọ cánh cứng trong họ Cerambycidae.